# Farafenni
Farafenni er den største by i det centrale Gambia, beliggende lige syd for landets nordlige grænse mod Senegal. Byen har et indbyggertal (pr. 2008) på cirka 33.000.